# Efekt nadrzędności przekonań
Efekt nadrzędności przekonań – zjawisko polegające na podświadomym grupowaniu swoich opinii w taki sposób, żeby wynikała z nich ta sama konkluzja. Przykładowo w USA przy badaniu opinii na temat testów broni jądrowej, zwolennicy zakazania ich stwierdzali zwykle, że powodują one zagrożenie dla zdrowia ludności, nie prowadzą do rozwoju technologii i zwiększają napięcia międzynarodowe. Przeciwnicy zakazu zwykle nie zgadzali się ze wszystkimi tymi trzema opiniami. Efekt ten jest jednym z powszechnie występujących u ludzi błędów poznawczych.
Nadrzędność przekonań powoduje, że ludzie nieświadomie wmawiają sobie, że coś ma wyłącznie wady lub wyłącznie zalety. W przykładzie z bronią jądrową każdy z trzech przedstawionych problemów jest niezależny, i nie ma nic nieracjonalnego w twierdzeniu np. że takie próby rzeczywiście zwiększają napięcie międzynarodowe, ale jednocześnie umożliwiają znaczący postęp w rozwoju broni. Takie kombinacje przekonań występują jednak znacznie rzadziej niż wynikałoby ze statystyki.